# Inspección Técnica de Edificaciones
En España, la Inspección Técnica de Edificaciones o Inspección Técnica de Edificios; más conocida por sus siglas ITE, es un control técnico al que deben someterse cada cierto tiempo los edificios en algunas ciudades españolas.
La ITE es un tipo de mantenimiento legal preventivo, por el cual se somete periódicamente a los edificios a la revisión de una serie de elementos que afectan a la seguridad del inmueble y de las personas que lo habitan.
Las ITE vienen reguladas por el Real Decreto-ley 8/2011 de 1 de julio y por las distintas Ordenanzas Municipales, que determinan las condiciones para las inspecciones.

## Normativa
El Real Decreto-ley 8/2011 establece lo siguiente en relación con las ITE:
"Artículo 21. Obligatoriedad de la inspección técnica de edificios.
1. Los edificios con una antigüedad superior a 50 años, salvo que las Comunidades Autónomas fijen distinta antigüedad en su normativa, destinados preferentemente a uso residencial situados en los municipios señalados en la disposición adicional tercera, deberán ser objeto, en función de su antigüedad, de una inspección técnica periódica que asegure su buen estado y debida conservación, y que cumpla, como mínimo, los siguientes requisitos:
a) Evaluar la adecuación de estos inmuebles a las condiciones legalmente exigibles de seguridad, salubridad, accesibilidad y ornato.
b) Determinar las obras y trabajos de conservación que se requieran para mantener los inmuebles en el estado legalmente exigible, y el tiempo señalado al efecto.
2. Las actuaciones contenidas en este artículo se aplicarán en la forma, plazos y condiciones que regulen las Comunidades Autónomas. Los Municipios podrán establecer sus propias actuaciones en el marco de los mínimos estatales y autonómicos.
3. Las inspecciones realizadas por encargo de la comunidad o agrupación de comunidades de propietarios que se refieran a la totalidad de un edificio o complejo inmobiliario extenderán su eficacia a todos y cada uno de los locales y viviendas existentes.
Artículo 22. Efectos de la inspección.
Cuando de la inspección realizada resulten deficiencias, la eficacia del documento acreditativo de la misma, a los efectos de justificar el cumplimiento del deber legal de conservación a que se refiere el artículo 9 de la Ley de Suelo, quedará condicionada a la certificación de la realización efectiva de las obras y los trabajos de conservación requeridos para mantener el inmueble en el estado legalmente exigible, y en el tiempo señalado al efecto.
Disposición adicional tercera. Aplicación de la inspección técnica de edificios obligatoria.
Las determinaciones contenidas en este Real Decreto-ley relativas a la inspección técnica de edificios sólo serán aplicables en los municipios con población superior a veinticinco mil habitantes salvo que las Comunidades Autónomas fijen otros estándares poblacionales y en aquellos que las Administraciones incluyan en las áreas o los entornos metropolitanos que delimiten.
Las Comunidades Autónomas, cuando las circunstancias lo aconsejen, podrán disponer la aplicación de las determinaciones relativas a la inspección técnica de edificios a municipios no comprendidos en el apartado anterior, y en dicho caso, establecer excepciones del cumplimiento de la misma a determinados edificios según su tipología o su uso predominante.
Disposición final tercera. Entrada en vigor.
Este Real Decreto-ley entrará en vigor el día de su publicación en el «Boletín Oficial del Estado», a excepción de lo dispuesto en el artículo 21, en relación con la inspección técnica de edificios, que entrará en vigor al año de su publicación."
Al margen de los establecido por el citado Decreto-ley, las distintas ordenanzas establecen la periodicidad mínima con la que los edificios deben pasar la ITE, que varían según la ciudad y la antigüedad del inmueble.
Asimismo, establecen que la obligación de realizar la ITE corresponde al/los propietario/s del edificio, quienes deberán contratar a un técnico independiente o entidad de inspección técnica homologada, a fin de que emita un informe, en el que establezca el estado de conservación del mismo, y si es preciso, o no, realizar obras de conservación/rehabilitación.

## Elementos revisados en la ITE
Dependiendo de las normativas locales, pueden ser susceptibles de revisión distintos elementos del inmueble, destacando:
- Cimentación y estructura.
- Fachadas y medianeras.
- Estanqueidad y cubiertas.
- Instalaciones
- Otros elementos que afecten a la seguridad, salubridad u ornato público.

El resultado de la inspección será favorable cuando el edificio o construcción reúna las siguientes condiciones:
- Seguridad, para que no implique riesgo para las personas y bienes. Asimismo, deberán ser reparadas las fachadas (interiores, exteriores y medianeras) y otros elementos cuyo estado suponga un riesgo para la seguridad de las personas, tales como chimeneas, falsos techos, cornisas, salientes, vuelos o elementos ornamentales o de acabado.

- Salubridad, de forma que no atente contra la higiene y la salud pública, por lo que se deberán realizar las obras necesarias para que no se produzcan filtraciones de agua a través de la fachada, cubierta o del terreno, y se deberá mantener en buen estado de funcionamiento las redes generales de fontanería y saneamiento.

- Ornato público y decoro, de modo que la fachada de los edificios y construcciones no afecte a la imagen urbana.

Características específicas de la ciudad de Madrid:
Según la normativa de la ciudad de Madrid, que entrará en vigor en 2012, las inspecciones incorporarán también:
- Accesibilidad de los accesos, escaleras, pavimentos, barandillas, pasamanos, elementos de señalización y comunicación sensorial (braille, altorrelieves, bucle magnético, etc.), ascensores existentes y demás elementos de comunicación horizontal o vertical del edificio o construcción.

- Comportamiento térmico del edificio. Sin embargo, el contenido de esta información servirá para el establecimiento de medidas de fomento de la eficiencia energética de las edificaciones, sin que tenga efecto para el resultado, favorable o desfavorable, de la inspección.

## Consecuencias de la no realización de la ITE
Si transcurrido el plazo para presentar el acta de inspección técnica, el obligado no hubiera realizado la inspección, el órgano competente le ordenará la realización de la misma, otorgándole un plazo adicional para presentarla, con advertencia, en caso de incumplimiento, de la imposición de multas coercitivas, ejecución subsidiaria de la inspección técnica y la incoación del correspondiente procedimiento sancionador.
La cuantía de estas sanciones, oscila entre los 1.000 y 6.000 euros, además del importe derivado de la ejecución subsidiaria de la inspección técnica a costa del obligado. Si hubiere oposición, de los propietarios o moradores, a la práctica de la inspección, se solicitará el correspondiente mandamiento judicial para la entrada y realización de la inspección técnica.

## Dictamen Favorable
En el caso de que el edificio se encuentre en buenas condiciones, el resultado de la ITE será favorable y los propietarios no estarán obligados a hacer obra alguna. Deberá presentarse en el Ayuntamiento el acta favorable de inspección y un plano de situación, donde se definan gráficamente tanto los límites de la parcela, como las edificaciones y construcciones inspeccionadas. En algunos ayuntamientos, es posible adjuntar, a su vez, un informe técnico complementario.
Examinada la documentación por parte de la Administración, el expediente será archivado hasta la siguiente inspección, que por norma general se realizará transcurridos 10 años. Además, se procederá a la anotación del edificio en el Registro de edificios y construcciones.

## Dictamen Desfavorable
Si en la inspección del edificio resulta afectado alguno de los elementos que se analizan, el técnico reflejará en el informe/acta, el siguiente contenido:
a) Descripción y localización de los desperfectos y deficiencias que afecten a la estructura y cimentación, a las fachadas, a las cubiertas y azoteas, a las redes generales de fontanería y saneamiento y a los elementos de accesibilidad existentes en el edificio.
b) Descripción de sus posibles causas. 
c) Descripción de las medidas inmediatas de seguridad que se hayan adoptado para garantizar la seguridad de los ocupantes del edificio, vecinos, colindantes y transeúntes, en caso de ser necesarias.
d) Descripción de las obras y trabajos recomendados que, de forma priorizada, se consideren necesarios para subsanar las deficiencias descritas en la letra a) y su plazo estimado de duración.
e) Grado de ejecución y efectividad de las medidas adoptadas y de las obras realizadas para la subsanación de deficiencias descritas en las anteriores inspecciones técnicas del edificio.
f) Determinar el sistema de accesibilidad mecánica sin su correspondiente inspección periódica reglamentaria.
Una vez emitido el acta desfavorable de inspección y presentado en el ayuntamiento, los propietarios del inmueble deberán solicitar la correspondiente licencia municipal para acometer las obras de subsanación pertinentes. Si la solicitud de licencia no requiere de proyecto técnico, una vez terminadas las obras, se emitirá un certificado de idoneidad, firmado por un técnico competente, en el que se indique que se han subsanado los desperfectos, o en su defecto, un nuevo informe ITE con resultado positivo. En el caso de que las obras a acometer requiriesen de proyecto técnico, se deberá presentar el certificado final de obra, firmado por un técnico competente y visado en su correspondiente colegio profesional.
En muchos municipios es posible beneficiarse de subvenciones para la realización de las obras de subsanación de las deficiencias encontradas, con aportes que oscilan, según la ubicación del inmueble y las condiciones económicas del propietario, entre un 10 y un 30% del presupuesto.
Si no se ejecutasen las obras ordenadas, el Ayuntamiento podrá ordenar la ejecución sustitutoria de las mismas, lo que habitualmente conlleva un importante sobrecoste respecto del coste de ejecución ordinario.